# Enrique Sánchez Abulí

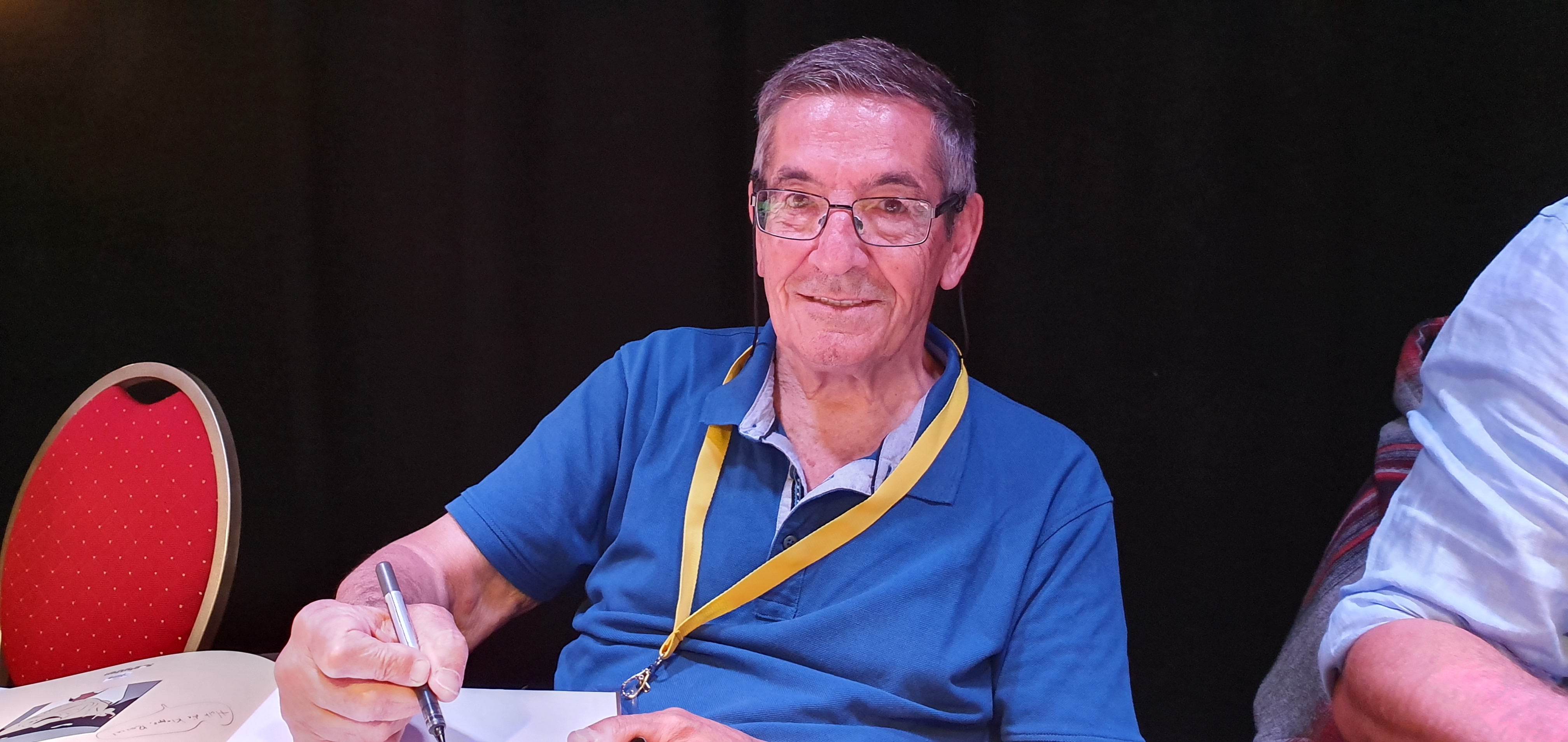
Enrique Sánchez Abulí auf dem Comicfestival München 2019

Enrique Sánchez Abulí (* 20. Februar 1945 in Palau-del-Vidre, Frankreich) ist ein Comicautor. Besondere Bekanntheit erlangte er durch den Comic Torpedo.
Der als Sohn eines spanischen Vaters und einer französischen Mutter geborene Abulí arbeitete zunächst in verschiedenen Berufen, bevor er sich dem Schreiben von Comicszenarios zuwandte. Mit Alex Toth, der nach kurzer Zeit von Jordi Bernet abgelöst wurde, schuf er zu Beginn der 1980er Jahre die in den 1930er Jahren angesiedelte und von einem Profikiller handelnde Comicreihe Torpedo.